# 肥乡县
肥乡县，中国旧县名，始建制于三国时曹魏，为今天河北省邯郸市肥乡区。

## 历史

### 古代
- 三国魏黄初二年，析列人、邯沟县地始置肥乡县。
- 北魏太平真君三年，斥漳县并入列人县。太和二十年，列人县又分出斥漳县。东魏天平元年，肥乡县并入临漳县，属魏郡。北齐时，列人县废。大业三年，肥乡、清漳两县属武安郡。
- 唐武德元年，肥乡县改属紫州。
- 五代肥乡县属洺州。
- 宋肥县属河北西路洺州。
- 金肥县属河北西路洺州。天会七年，肥乡县领新安镇。
- 元肥县属中书省广平路。
- 明肥县属京师广平府。
- 清肥县属直隶省广平府。

### 近现代
- 民国二年（1913年），肥乡县属直隶省冀南道。
- 民国三年（1914年），改属大名道。
- 民国十七年（1928年），属河北省。
- 民国二十六年（1937年），属河北省第十六督察区。
- 民国二十五年（1936年）5月，肥乡县抗日民主政府成立，属冀南抗日军政委员会，后属冀南行政主任公署。
- 民国三十七年（1948年）5月，属华北人民政府冀南第三专员公署。
- 民国三十八年（1949年）8月，属河北省人民政府邯郸地区。
- 1958年10月，肥乡县并入曲周县，部分地区并入永年县。
- 1960年5月，曲周属邯郸市。
- 1961年6月，肥乡县从曲周县分出，恢复肥乡县建制。
- 1970年，属邯郸地区。
- 1993年，属邯郸市。
- 2016年，《国务院关于同意河北省调整邯郸市部分行政区划的批复》，撤销肥乡县、永年县、邯郸县，成立肥乡区、永年区，原邯郸县属地划分邯郸市邯山区和丛台区[參⁠ 1]。

## 行政区划
下辖：
肥乡镇、天台山镇、辛安镇镇、大寺上镇、东漳堡镇、毛演堡镇、西吕营镇、元固镇和北高镇。

## 交通
- 309国道过境。

## 文化遗产
- 吕仙祠：河北省文物保护单位
- 紫山、葛山，昔有“紫山晚霞”、“葛山红叶”之名。

## 官方网站
1. ↑  . 行政区划网.   [2017-09-03]. （原始内容存档于2017-09-03）.

1. ↑  . 中国·国家地名信息库.